# Уйа
Уйа — река в России, протекает по Бураевскому району Башкортостана. Длина реки составляет 21 км.
Начинается в липово-осиновом лесу. Течёт в северном направлении по открытой местности через сёла Карабаево, Бигиняево, Каинлыково, Саитбаево. В самых низовьях пересыхает. Устье реки находится в 70 км по левому берегу реки Быстрый Танып.

## Данные водного реестра
По данным государственного водного реестра России относится к Камскому бассейновому округу, водохозяйственный участок реки — Белая от города Бирск и до устья, речной подбассейн реки — Белая. Речной бассейн реки — Кама.
Код объекта в государственном водном реестре — 10010201612111100026213.